# Chmeliště (Vavřinec)
Chmeliště (německy Chmelischt) je vesnice, část obce Vavřinec v okrese Kutná Hora. Nachází se asi dva kilometry jihovýchodně od Vavřince. Prochází tudy železniční trať Kolín–Ledečko, na které je zřízena zastávka Chmeliště. Chmeliště je také název katastrálního území o rozloze 2,63 km².

## Historie
První písemná zmínka o vesnici pochází z roku 1318.
Ve vsi Chmeliště (přísl. Žíšov, 463 obyvatel, samostatná obec se později stala součástí Vavřince) byly v roce 1932 evidovány tyto živnosti a obchody: 2 cihelny, družstvo pro rozvod elektrické energie ve Chmelišti, 2 hostince, lesní družstvo, kovář, krejčí, mlýn, 2 obchody s lahvovým pivem, 3 řezníci, obchod se smíšeným zbožím, spořitelní a záložní spolek pro Žišov, 2 trafiky.

## Přírodní poměry
Východně od Chmeliště protéká řeka Výrovka, která je levostranným přítokem řeky Labe.

## Pamětihodnosti
- Dub letní – památný strom v kraji lesíka[6]
- Pomník obětem první světové války

## Fotogalerie

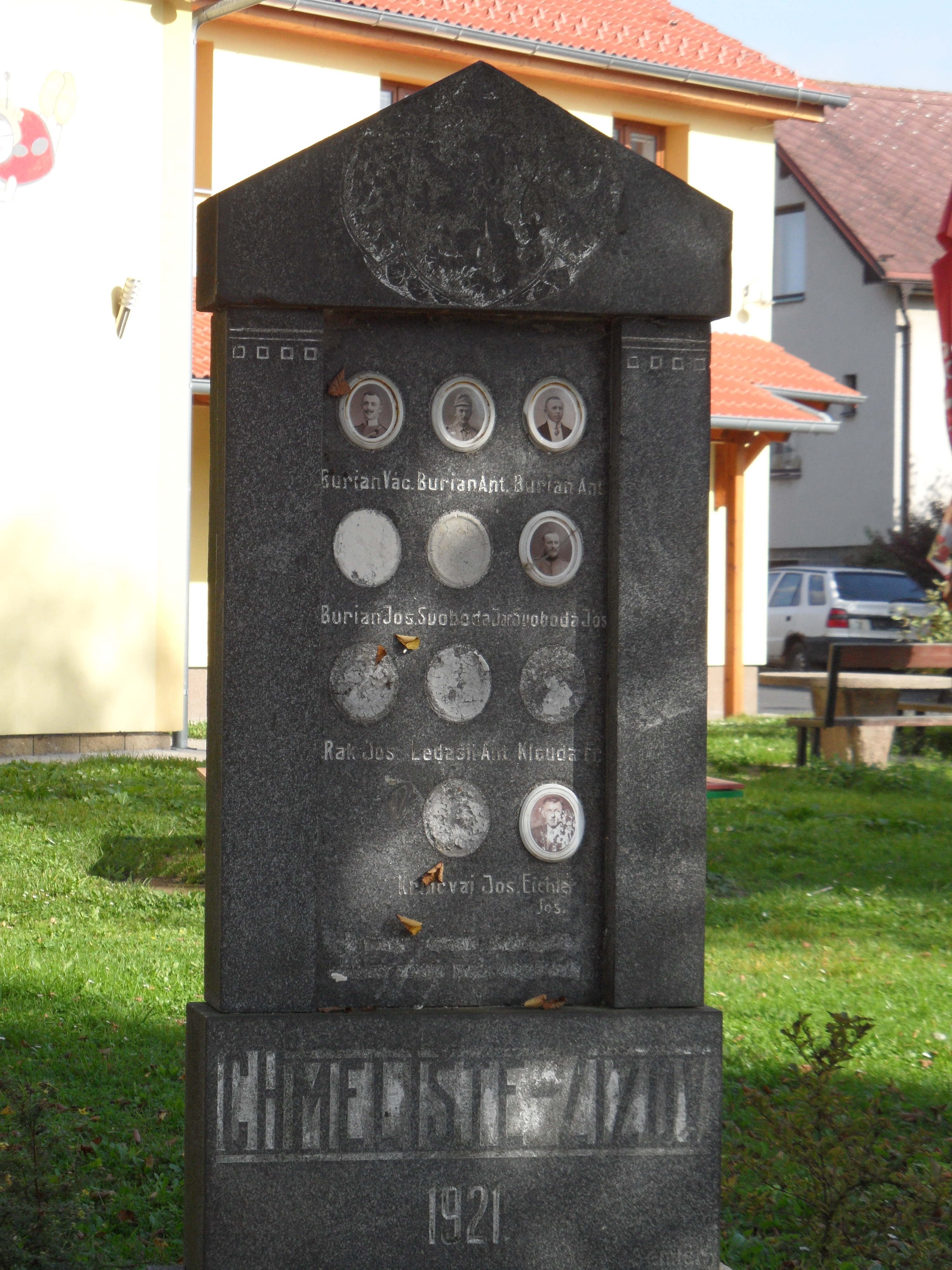
Památník obětem první světové války
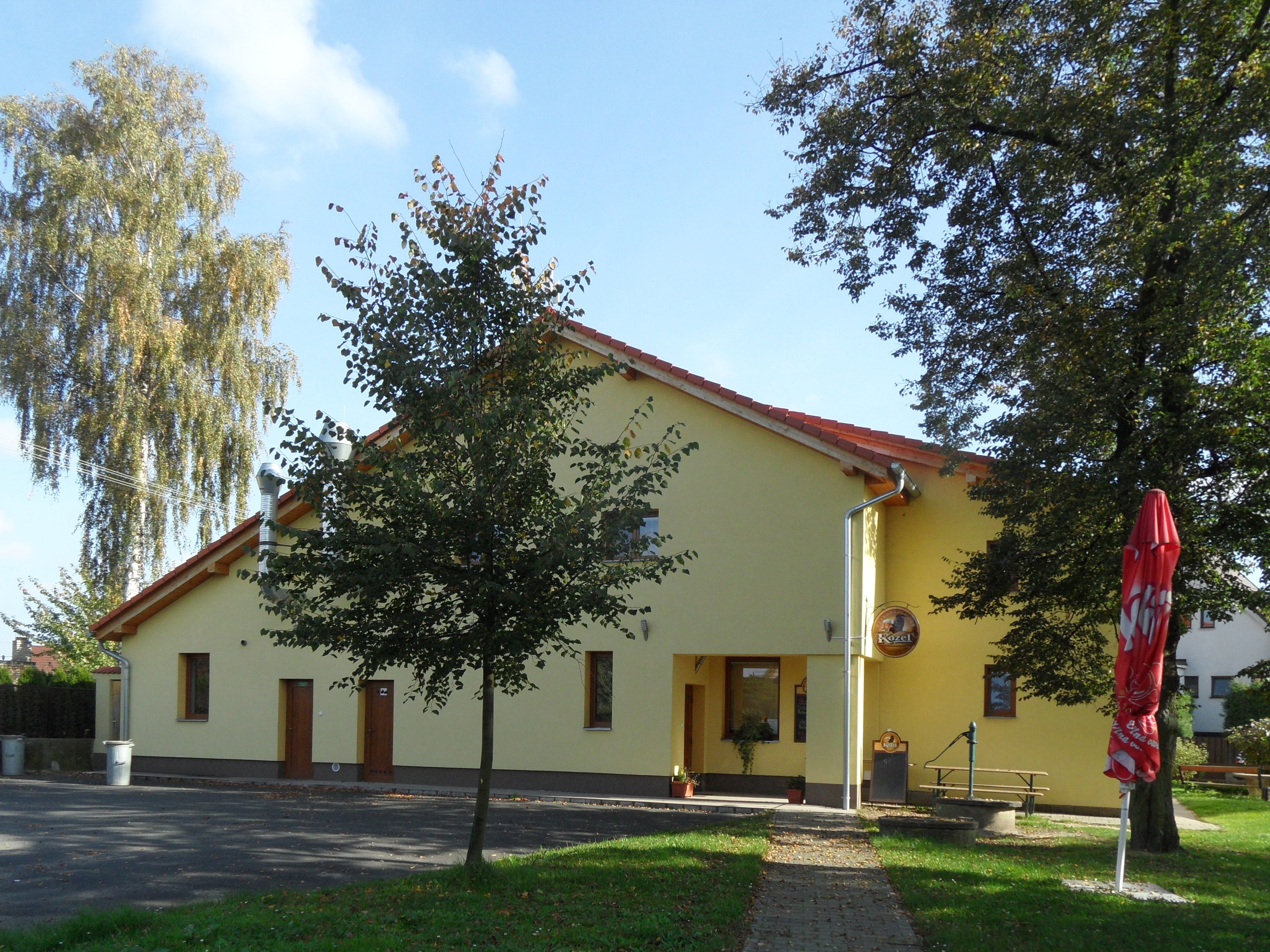
Restaurace
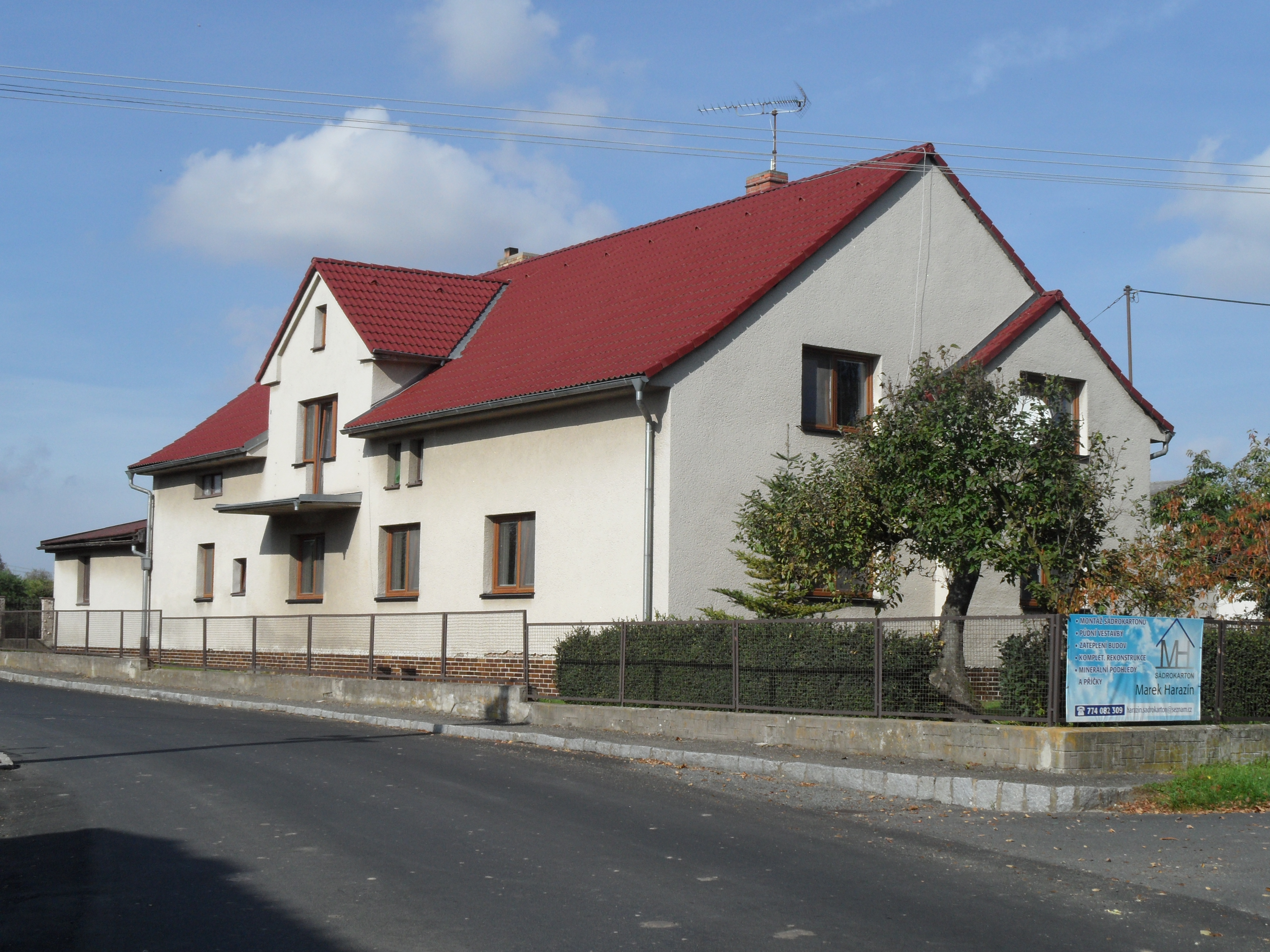
Dům u silnice
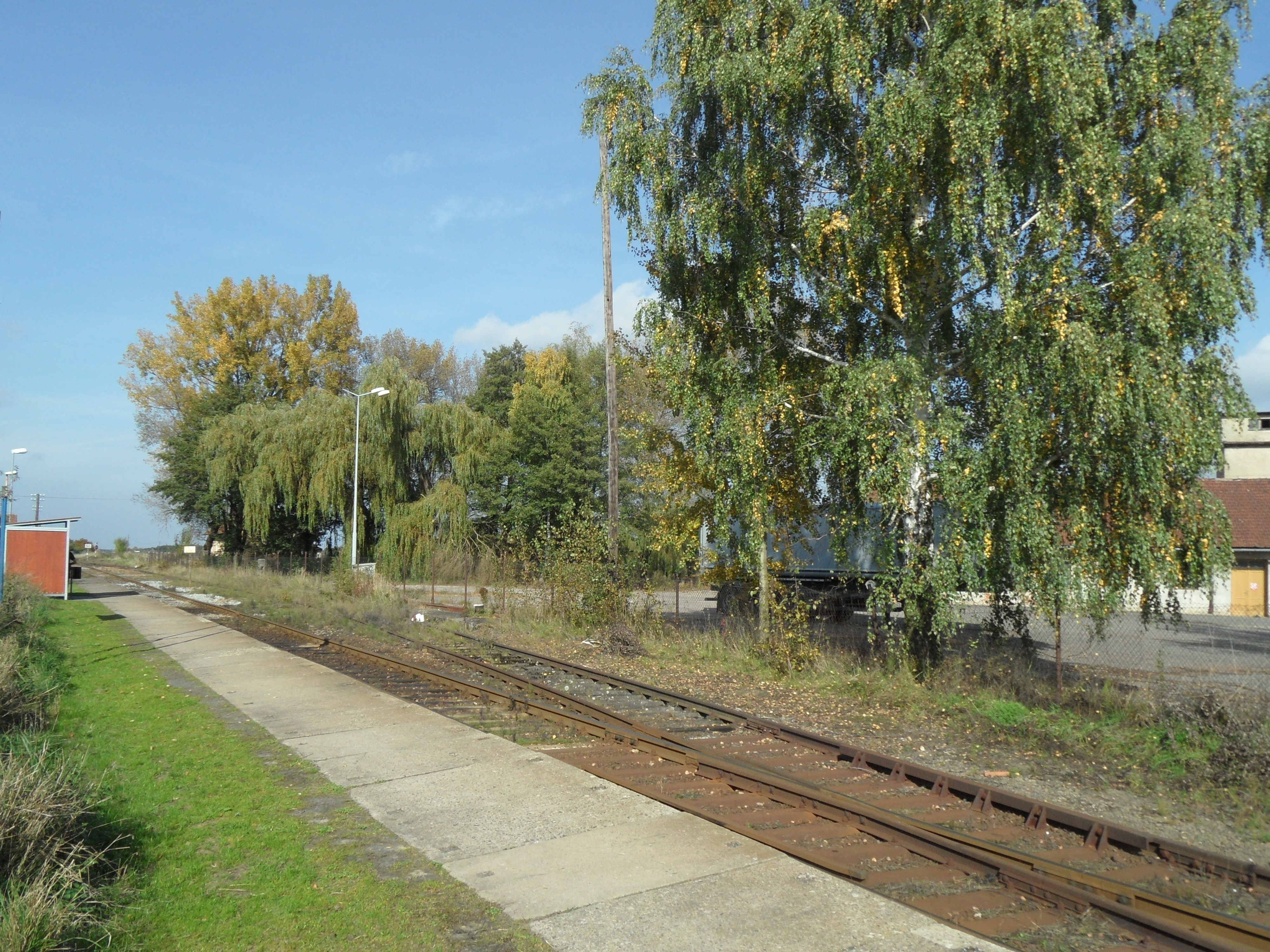
Železniční zastávka